# Abd ar-Rahman Ihab Muhammad Dżamal
Abd ar-Rahman Ihab Muhammad Dżamal (arab. عبدالرحمن إيهاب محمد جمال ;ur. 12 sierpnia 1998) – egipski zapaśnik walczący w stylu klasycznym. Triumfator mistrzostw arabskich w 2019 roku.